# Fiire B
 (août 2021).
Fiire B, de son vrai nom Tchindebé Bruno Ignabai (né le 6 octobre 1994 à N'Djaména), est un rappeur tchadien. Il est aussi membre du groupe One Style avec son frère Qim Xed.
À son actif, on compte plusieurs projets, notamment avec son groupe, le collectif Marge d'ac Family et un premier projet solo en 2021.

## Biographie
Fiire B, connu précédemment sous le nom de Fire B (avec un seul i), et à l'état civil Tchindebé Bruno Ignabai, est un rappeur tchadien né le 6 octobre à N'Djaména. Il fait son entrée dans le rap avec son groupe One Style. Influencé par ses oncles qui étaient des street danseurs, le Tchadien choisit plutôt le micro au lieu de la danse.
En 2015, avec son groupe One Style, ils sortent leur première mixtape One Story vol.1. En 2019, avec le collectif Marge D'Ac Family, ils sortent l’album Projectile, qui sera suivi du clip du morceau Ça se passe comment avec Alix, Qim Xed, MBH la bombe et Anonyme au refrain mais absent dans la vidéo.
En 2021, il sort son premier EP solo dénommé Genesis, où figure le titre Soucis Gang. Genesis (ou « Genèse » en français pour dire « Origine ») est un projet de sept titres sans featuring